# Джон из Уоллингфорда
Джон из Уоллингфорда (англ. John of Wallingford, лат. Johannis de Wallingford, около 1200 — 14 августа 1258) — английский хронист, монах-бенедиктинец из аббатства Святого Альбана в Сент-Олбансе. Его не следует путать с аббатом Джоном из Уоллингфорда, настоятелем той же обители, умершим в 1214 году. 

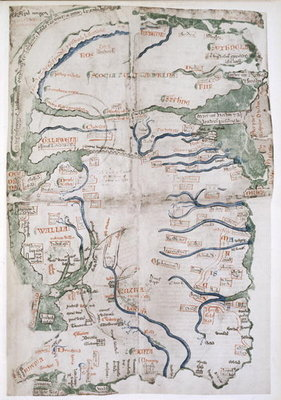
Копия карты Англии Матвея Парижского, выполненная Джоном из Уоллингфорда

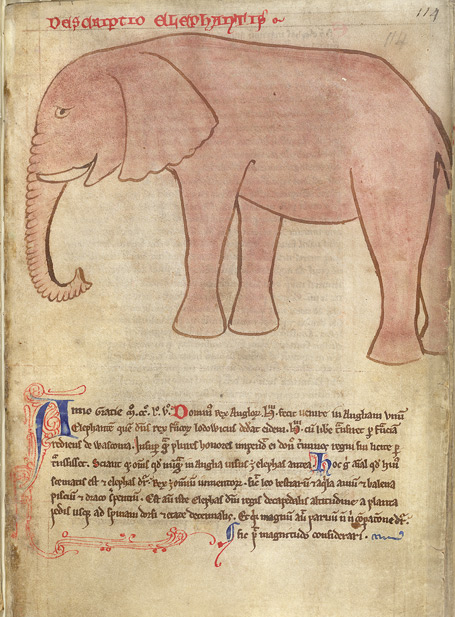
Рисунок Джона из Уоллингфорда, изображающий африканского (?) слона, копия с рисунка Матвея Парижского, присланного королю Генриху III (сер. XIII в.)

## Биография
Возможно, происходил из Уоллингфорда в Беркшире (ныне Оксфордшир). По другим данным, основанным на записи в сохранившемся списке некрологов монахов Сент-Олбанса, был назван в честь Уоллингфордского приората аббатства Св. Альбана, где 9 октября 1231 года вступил в орден бенедиктинцев.
Между июнем 1246 и февралём 1247 года перебрался в материнское аббатство Св. Альбана, где исполнял обязанности лекаря, а с 1250 года заведовал монастырским лазаретом. C 1252 года исполнял обязанности управляющего делами монастыря. Не позже 1257 года переcелился в Уиндемский приорат в Норфолке, подчинявшийся Сент-Олбансу, где и умер 14 августа 1258 года.

## Сочинения
Известен в основном благодаря сохранившемуся в собрании Коттона Британской библиотеки автографическому рукописному сборнику сочинений (MS Cotton Julius D.vii), в основном представляющих собой копии и выписки из трудов его современника Матвея Парижского, в том числе «Великой хроники», таблицы приливов и отливов у Лондонского моста, черновика карты Британии с дополнениями самого Уоллингфорда, карты климатов, различных рисунков и пр. Помимо них, рукопись включает в себя так называемую «Хронику Джона из Уоллингфорда» (лат. Chronica Joannis Wallingford) — компилятивное сочинение на латыни, составленное в 1256 году и излагающее историю Англии начиная с легендарного Брута Троянского.
Первая часть хроники, написанная рукой не Джона из Уоллингфорда, а другого, анонимного автора, начинает изложение событий с 449 года, доводя их до смерти в 1035 году Кнуда Великого и носит не столько исторический, сколько агиографический характер. Главными источниками для неё послужили «Церковная история» Беды Достопочтенного, анонимные «Деяния первых саксов» (лат. De primo Saxonum adventu), «История Святого Кутберта» (лат. Historia de Sancto Cuthberto), англосаксонское житие Св. Дунстана и жизнеописания других английских святых.
Вторая часть, доведённая до 1229 года и ранее ошибочно приписывавшаяся вышеупомянутому аббату Джону из Уоллингфорда (ум. 1214), более подробна и основывается на таких источниках, как «Деяния герцогов Нормандии» Гийома Жюмьежского, «История королей Британии» Гальфрида Монмутского, «Хроника хроник» (лат. Chronicon ex chronicis) Иоанна Вустерского и «Flores Historiarum» Роджера Вендоверского.
Сочинение Джона из Уоллингфорда, довольно путаное и изобилующее хронологическими неточностями, содержит некоторые элементы исторической критики, выражающиеся в авторских замечаниях по поводу ошибок и суждений его предшественников, которые не всегда, однако, следует принимать на веру. Многие из его собственных утверждений, не подкреплённые дополнительными доказательствами, вызывают обоснованные сомнения у исследователей.
В частности, рассказ Уоллингфорда о резне данов на День Св. Брайса в 1002 году при Этельреде II Неразумном предваряется замечанием о том, что «проживавшие в Англии даны, благодаря своей привычке ежедневно расчесывать волосы, мыться по субботам и регулярно менять одежды, сумели соблазнить высокородных английских леди и даже склонить к сожительству дочерей знатных особ».
Карта климатов Джона из Уоллингфорда, составленная между 1247 и 1258 годами на основе неизвестного варианта карты Матвея Парижского и сохранившаяся в предполагаемом автографе из вышеназванного рукописного сборника, имеет восточную ориентацию и содержит всего 29 географических названий. Земля на ней подразделена не только на 8 климатов, но и на северо-восточную, северо-западную и южную трети, границы которых не совпадают с традиционным членением на Азию, Европу и Африку. В центре полушария указывается мифический «срединный город Арен», а на крайнем востоке Каспийские горы, Кумания, Русь, Венгрия и Дакия, но в целом распределение топонимов в пределах климатов не имеет соответствий ни в европейской, ни в арабской картографии. Пояснительные тексты к югу от экватора и за пределами карты на том же листе говорят о сферичности Земли, о яйцеобразном строении мира, о водах, об обитателях неизвестного южного континента и о том, что северная половина полушария своей формой походит на распростёртую хламиду. Вверху листа, за пределами земного круга, в восточном направлении располагается рай.

## Издания
«Хроника Джона из Уоллингфорда» впервые частично была издана в 1691 году историком и антикварием Томасом Гейлом в сборнике «Писатели истории бриттов, саксов, англов и данов XV века» (лат. Historiae Britannicae, Saxonicae, Anglo-Danicae Scriptores XV).
Английский перевод хроники, выполненный историком-архивистом Джозефом Стивенсоном, был выпущен им в 1854 году в сборнике «Церковные историки Англии». В 1862 году хроника вышла в Лондоне во второй части I тома «Сборника материалов, относящихся к истории Великобритании и Ирландии до конца правления Генриха VII», подготовленного для Rolls Series архивистом и антикварием Томасом Дуффусом Харди. Отрывки из хроники изданы были немецким историком Феликсом Либерманом в 1885 году в Ганновере в XXVIII томе Monumenta Germaniae Historica (Scriptores).
Критическое издание хроники Джона из Уоллингфорда было выпущено в 1958 году британским историком-медиевистом преподавателем Кембриджского университета Ричардом Воном.

## Публикации
- Historiae Britannicae, Saxonicae, Anglo-Danicae Scriptores XV. Ex vetustis codd. mss. editi opera Thomae Gale. — Oxoniae: Theatro Sheldoniano, 1691. — pp. 525–550.
- The Chronicles of John Wallingford // The Church Historians of England, еdited and translated by Joseph Stevenson. — Volume 2. — Part 2. — London: Seeleys, 1854. — pp. 521–564.
- The Chronicle attributed to John of Wallingford. Edited by Richard Vaughan. — London:  Offices of the Royal Historical Society, 1958. — xv, 74 с. — (Camden miscellany, 21).
- Chronica Johannis Wallingford. A.D. 1035—1229 // Descriptive Catalogue of Materials Relating to the History of Great Britain and Ireland to the End of the Reign of Henry VII, еdited by T. D. Hardy. — Cambridge University Press, 2012. — pp. 625–676. — (Cambridge Library Collection — Rolls).